# Dulce Almada Duarte
Maria Dulce de Oliveira Almada Duarte, kurz Dulce Almada Duarte, (* 24. August 1933 in São Vicente, Kap Verde; † 19. August 2019) war eine kapverdische Linguistin und Widerstandskämpferin der PAIGC.

## Leben

### Jugend und Ausbildung
Dulce Alamda Duarte wurde 1933 auf der Insel São Vicente der Kap Verden geboren. Nach ihrer Schulausbildung studierte Duarte Romanistik an der Universität in Coimbra. Im universitären Umfeld traf sie auch die aufkeimenden Ideen des Anti-Kolonialismus und schloss sich bald darauf dem Befreiungskampf in Kap Verde und Guinea-Bissau an. 

### Kampf im Untergrund
Duarte kehrte 1959 zurück nach Kap Verde, verblieb dort jedoch nur kurze Zeit. Da es nicht möglich war direkt nach Guinea-Bissau zu reisen (ohne von der PIDE aufgegriffen zu werden), begab sich Duarte zunächst nach Frankreich, wo sie an der Universität von Caen dozierte. Später begab sie sich über Algerien und Marokko nach Senegal bzw. Guinea, wo sie sich direkt der PAIGC anschloss. 
Im Unabhängigkeitskampf verrichtete Duarte verschiedenste Aufgaben, sie selbst erläuterte in einem Radiointerview, dass sie u. a. Radioprogramme auf Portugiesisch zur Demoralisierung der kolonialen Truppen sowie auf Kreol zur Unterstützung der Widerstandskämpfer produzierte, zahlreiche Artikel für die PAIGC-Zeitschrift Libertação veröffentlichte, Schulbücher schrieb, Unterricht gab sowie das Hauptwerk von Amílcar Cabral ins Französische übersetzte. An ihrer arbeitete auch ihr späterer Ehemann Abílio Duarte, Führungskader der PAIGC.

### Nach der Unabhängigkeit
Nach der Unabhängigkeit Kap Verdes arbeitete sie an zahlreichen verschiedenen staatlichen Stellen, unter anderem im Bildung- und Kulturministerium als Leiterin der Kulturabteilung sowie als Leiterin der Denkmalbehörde der Kap Verden.
Später fokussierte sie sich mehr auf ihre ursprüngliche Disziplin der Romanistik bzw. der Linguistik und veröffentlichte zahlreiche Werke zum kapverdischen Kreol. Sie setzt sich nach eigener Aussage selbst für eine Offizialisierung (und Verschriftlichung) des kapverdischen Kreols ein.
Danach lebte sie in Belo Horizonte (Brasilien).

## Werke (Auswahl)
- Bilinguismo ou diglossia?, Praia: Spleen Edições (1998)
- De Cabo Verde às Américas: a África reelaborada, in: Anais, Vol. I, Nr. 3, S. 19–31 (1999)